# Fabio Paratici
Fabio Paratici (Borgonovo Val Tidone, 13 luglio 1972) è un dirigente sportivo ed ex calciatore italiano, di ruolo centrocampista.

## Caratteristiche tecniche
Nasce come esterno destro, sia di difesa che di centrocampo; nel corso della carriera è stato impiegato come jolly in tutti i ruoli del reparto arretrato.

## Carriera

### Giocatore
Inizia a giocare nella Borgonovese, club del paese natale con cui vince diversi campionati giovanili. Nel 1986 si trasferisce al Piacenza dove diventa capitano della squadra Primavera allenata da Natalino Gottardo, giocando insieme a Filippo Inzaghi; nel campionato di Serie C1 1989-1990 esordisce in prima squadra, disputando 5 partite nel finale di stagione. Nelle annate successive viene ceduto in prestito nelle serie inferiori: prima al Palazzolo e poi al Fiorenzuola, dove rimane per due stagioni conquistando una promozione in Serie C1. Sul finire della stagione 1993-1994 rimane coinvolto in un incidente automobilistico, riportando numerose fratture che lo tengono fermo per un'intera annata.
Riprende l'attività nella stagione 1995-1996, con il Pavia, con cui disputa una stagione da titolare. Non riconfermato, scende brevemente nel Campionato Nazionale Dilettanti con il Sassuolo, prima di trasferirsi al Sud, militando nel Marsala. Nel 1997 viene ingaggiato dal Novara, neoretrocesso in Serie C2, segnalandosi come uno dei migliori giocatori della stagione; al termine del campionato ritorna nel Meridione, dove militerà ininterrottamente fino a fine carriera salvo una parentesi nel Lecco.
Nell'ottobre 1998 veste la maglia del Palermo, voluto da Massimo Morgia che lo aveva allenato a Marsala, e in seguito milita con Savoia, Giugliano e Brindisi, con cui nel 2003 vince la Coppa Italia Serie C. In cinque occasioni raggiunge le finali play-off, sia in Serie C1 che in Serie C2, risultando sempre sconfitto. Chiude la carriera agonistica dopo la sua seconda stagione a Brindisi, nel 2004, all'età di trentadue anni.

### Dirigente
Al termine della carriera da calciatore, Paratici intraprende quella dirigenziale all'interno della Sampdoria assumendo il ruolo di capo degli osservatori, per diventare successivamente direttore sportivo della società ligure, agli ordini del direttore generale Giuseppe Marotta. Durante questa gestione il club blucerchiato raggiunge traguardi di rilievo, quali la qualificazione ai preliminari di UEFA Champions League con la prima squadra e la vittoria di uno Scudetto di categoria con la formazione Primavera.
Nell'estate 2010 segue Marotta alla Juventus, sempre con la qualifica di diesse. In questo ruolo, si segnala nel portare a Torino vari elementi che faranno la fortuna del ciclo bianconero di questo decennio, come il difensore italiano Andrea Barzagli (2011), il centrocampista cileno Arturo Vidal (2011) e gli attaccanti argentini Carlos Tévez (2013) e Paulo Dybala (2015); nel 2018 ha poi un ruolo-chiave nell'acquisto del fuoriclasse portoghese Cristiano Ronaldo dal Real Madrid, tuttora il trasferimento più oneroso nella storia del calcio italiano.
Nel novembre dello stesso anno subentra a Marotta quale direttore dell'area sportiva della Juventus, assumendo poi dall'ottobre 2020 il ruolo di amministratore delegato dell'intero dipartimento calcistico del club. Lascia la società piemontese nel maggio 2021, non rinnovando il proprio contratto in scadenza: sotto il suo mandato la Juventus vive uno dei cicli più vittoriosi della propria storia, con diciannove trofei totali, compresa una striscia-record di nove scudetti consecutivi.
Nel giugno 2021 va ad assumere il ruolo di direttore generale presso il club inglese del Tottenham. Lascia temporaneamente la carica nel marzo 2023, a seguito di una sanzione comminatagli dalla FIGC, in attesa dell'esito di un ricorso pendente al CONI; il 21 aprile seguente, a seguito del rigetto dello stesso, lascia definitivamente gli Spurs.

## Palmarès
- Campionato italiano Serie C1: 1

Piacenza: 1990-1991 (girone A)
- Coppa Italia Serie C: 1

Brindisi: 2002-2003

## Procedimenti giudiziari
Il 20 gennaio 2023, nell'ambito di un processo sportivo interessante la Juventus, la Corte Federale d'Appello della FIGC lo inibisce per trenta mesi a svolgere attività in ambito federale; il 20 aprile successivo la squalifica viene confermata, col ricorso di Paratici rigettato dal Collegio di Garanzia del CONI. L'iniziale richiesta della FIGC di estendere la squalifica in ambito internazionale, nell'immediato recepita dalla FIFA, viene annullata nell'aprile seguente dopo la richiesta d'appello presentata da Paratici.